# Wachtturm-Gesellschaft

Logo der Wachtturm-Gesellschaft

Mit Wachtturm-Gesellschaft bezeichnet man die Gesamtheit der Rechtskörperschaften, derer sich die Religionsgemeinschaft der Zeugen Jehovas weltweit bedient. Die älteste und bedeutendste dieser Körperschaften ist die Bibelgesellschaft Watch Tower Bible and Tract Society of Pennsylvania. In Deutschland ist die „Wachtturm Bibel- und Traktat-Gesellschaft der Zeugen Jehovas, e. V., Selters/Taunus“ eine Rechtskörperschaft der Religionsgemeinschaft der „Zeugen Jehovas in Deutschland K.d.ö.R.“ mit Sitz in Berlin.

## Watch Tower Bible and Tract Society of Pennsylvania

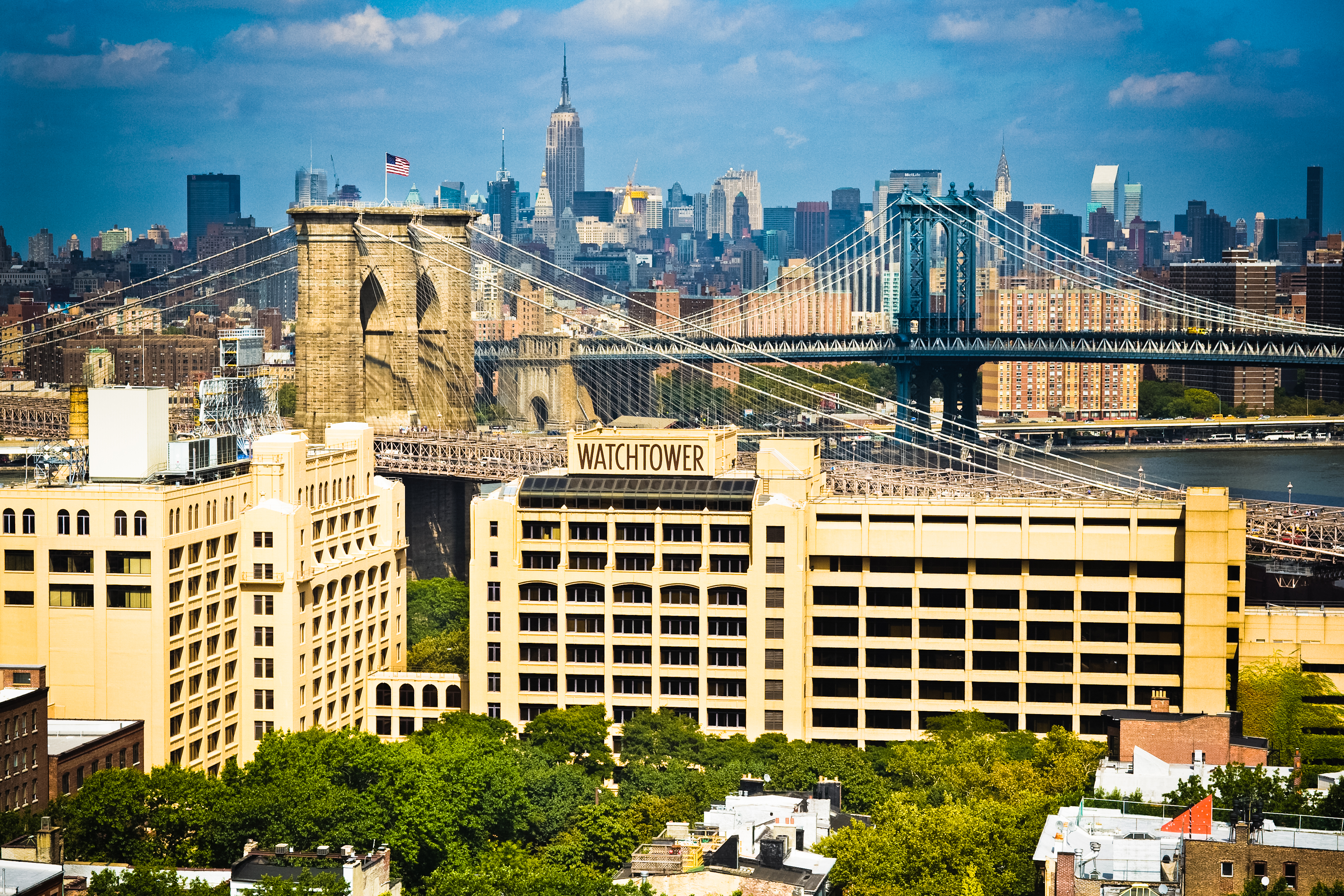
Zentrale der Wachtturm-Gesellschaft, Brooklyn 2009 (mittlerweile wurde die Zentrale der Wachtturm-Gesellschaft nach Warwick verlegt)

Diese Non-Profit-Organisation wurde 1881 gegründet und 1884 registriert. Ihr Name lautete anfangs Zion’s Watch Tower Tract Society, sie diente zunächst zur Herausgabe von religiösen Zeitschriften und Flugblättern. 1896 wurde sie mit der Herausgabe eines Neuen Testaments zu einer Bibelgesellschaft. Dementsprechend wurde ihr Name in Watch Tower Bible and Tract Society geändert. Seit 1955 heißt sie Watch Tower Bible and Tract Society of Pennsylvania.
Ihr Namenszusatz Pennsylvania weist auf den Ursprung der Bibelforscherbewegung hin: Charles Taze Russell wirkte zur Zeit der Gründung dieser Gesellschaft in Allegheny, Pennsylvania.
Im Jahr 2023 wurde die Watch Tower Society in Russland als „unerwünscht“ eingestuft.

### Präsidenten
1. William Henry Conley (1840–1897), Präsident von 1881 bis 1884
2. Charles Taze Russell (1852–1916), Präsident von 1884 bis 1916
3. Joseph Franklin Rutherford (1869–1942), Präsident von 1917 bis 1942
4. Nathan Homer Knorr (1905–1977), Präsident von 1942 bis 1977
5. Frederick William Franz (1893–1992), Präsident von 1977 bis 1992
6. Milton George Henschel (1920–2003), Präsident von 1992 bis 2000
7. Don Alden Adams (1925–2019), Präsident von 2000 bis 2014
8. Robert Ciranko (1947-), Präsident seit 2014

1971 wurde die gesetzlich nötige Leitung der Watch Tower Bible and Tract Society of Pennsylvania von der gottesdienstlichen Leitung der Religionsgemeinschaft der Zeugen Jehovas getrennt. Der Präsident der Wachtturm-Gesellschaft hat somit keinerlei besondere religiöse Kompetenzen, die ihn über andere Zeugen Jehovas stellen würden.

## Weitere Rechtskörperschaften

### Im englischsprachigen Raum
Während mittels der Watch Tower Bible and Tract Society of Pennsylvania die weltweite Tätigkeit der Zeugen Jehovas organisiert wurde, machte das Wachstum der Religionsgemeinschaft die Gründung weiterer juristischer Personen nötig: In den USA wurde 1909 die Peoples Pulpit Association gegründet, die für die Tätigkeit der Zeugen Jehovas in den USA verwendet wurde und heute den Namen Watch Tower Bible and Tract Society of New York trägt. Im Jahr 2000 wurde für religiöse Belange im engeren Sinn die Christian Congregation of Jehovah's Witnesses gegründet, für die Verwaltung der Gebäude und des Fuhrparks der Religionsgemeinschaft die Kingdom Support Services, Inc., und für die Betreuung der hauptamtlichen Mitarbeiter der Religionsgemeinschaft der Religious Order of Jehovah's Witnesses.
In London wurde 1914 die International Bible Students Association (IBSA) gegründet.

### In Deutschland
- Jehovas Zeugen in Deutschland, K. d. ö. R., Berlin
- Wachtturm Bibel- und Traktat-Gesellschaft der Zeugen Jehovas, e. V., Selters/Taunus. früherer Name: Wachtturm Bibel- und Traktat-Gesellschaft, Deutscher Zweig, e. V. (1950 bis 1999). Sitz bis 1983 in Wiesbaden.

### In Österreich
- Jehovas Zeugen in Österreich, seit 2009 staatlich anerkannte Religionsgemeinschaft
- Wachtturm Bibel- und Traktat-Gesellschaft der Zeugen Jehovas

### In der Schweiz
- Vereinigung Jehovas Zeugen der Schweiz

## Publikationen
Die Wachtturm-Gesellschaft druckt und verlegt als gemeinnützige Verlagsunternehmung weltweit in vielen Sprachen unter anderem die Zeitschriften Der Wachtturm und Erwachet! Des Weiteren werden verschiedene Bibeln, wie die Neue-Welt-Übersetzung der Heiligen Schrift, und diverse andere bibelerklärende Publikationen in Form von Büchern, Broschüren und Traktaten sowie in elektronischer Form als Audiobook (Kassette, Audio-CD) und Video (VHS, DVD) herausgegeben.
Alle Publikationen wurden früher gegen einen geringen Unkostenbeitrag abgegeben; seit dem Jahre 2000 werden diese weltweit (in Deutschland seit 1991) kostenfrei abgegeben. Die Tätigkeit wird durch freiwillige Spenden finanziert.

## Die Wachtturm-Gesellschaft als Bibelgesellschaft

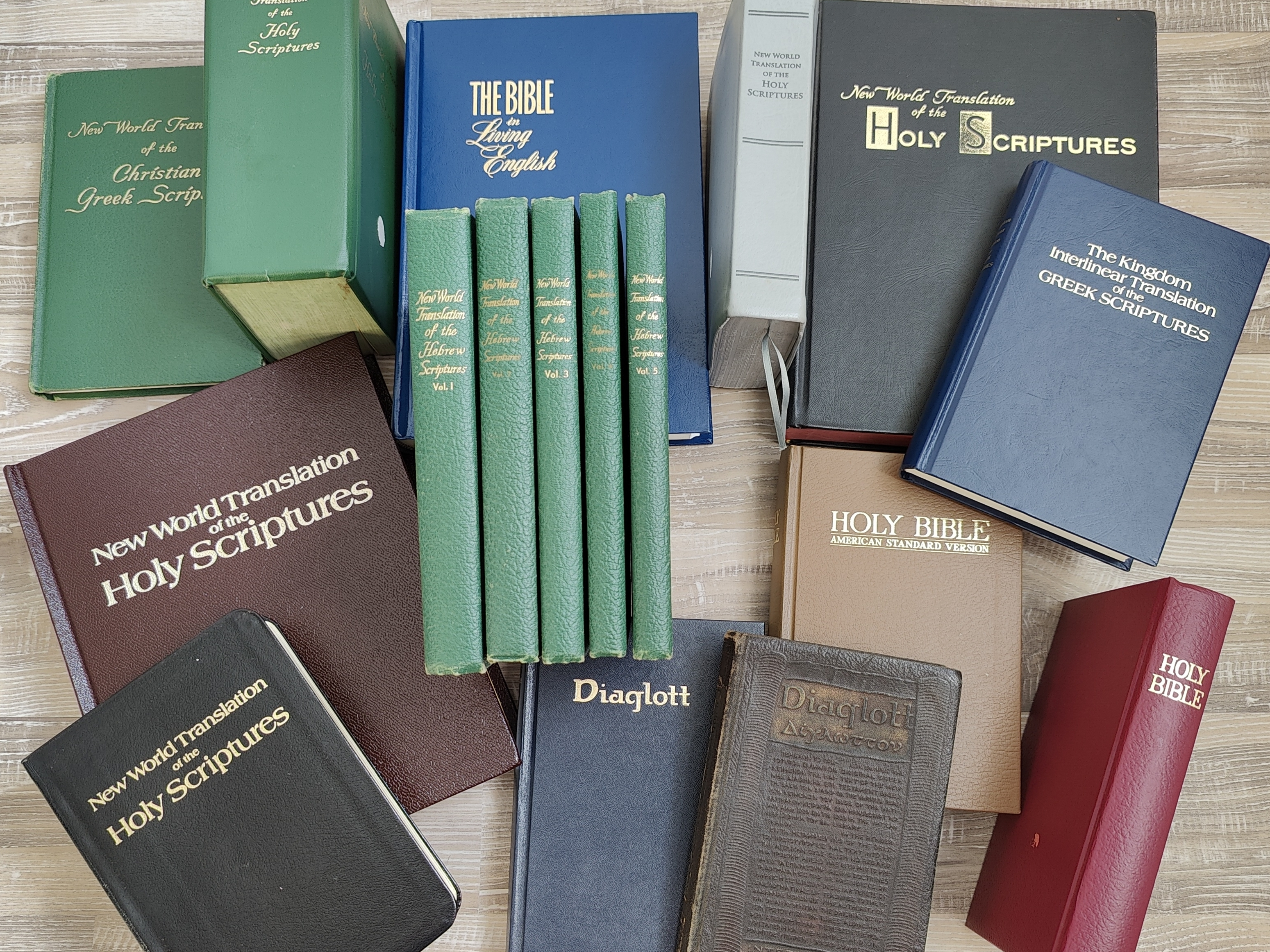
Einige englischsprachige Bibelausgaben der Wachtturm-Gesellschaft

Bibeln, die durch die Watch Tower Bible and Tract Society verlegt werden/wurden:
- Die Bibel. Neue-Welt-Übersetzung, seit 1950 englisch (2013 revidiert), seit 1963 deutsch (2018 revidiert); mittlerweile in mehr als 200 Sprachen (Stand 2023).
- The Kingdom Interlinear Translation of the Greek Scriptures, 1969 und 1985, griechischer NT-Text nach Westcott und Hort mit englischer Interlinear-Übersetzung.
- The New Testament Newly Translated and Critically Emphasised, 1896, englisch, Übersetzer Joseph B. Rotherham,
- The Holman Comparative Self-Pronouncing S. S. Teachers' Bible containing in combined text, the Authorized and Revised Versions of the Old and New Testament and various Bible Study Helps, 1901 Text der englischen King James Bibel und der Revised Version mit Bibelstudienhilfsmitteln der Bibelforscherbewegung,
- The Emphatic Diaglott, ab 1902, ab 1926 erfolgte auch der Druck unmittelbar durch die Wachtturm-Gesellschaft; griechischer NT-Text nach Griesbach mit englischer Interlinearübersetzung durch Benjamin Wilson,
- King-James-Bibel, englisch
  - 1907 Sonderausgabe mit Anhang Beröer-Handbuch zum Bibelunterricht
  - ab 1942 Druck durch die Wachtturm-Gesellschaft
- American Standard Version, englisch, Druck durch die Wachtturm-Gesellschaft ab 1944, Taschenausgabe 1958
- Lutherbibel, deutsch, Magdeburg 1934
- Die heiligen Schriften. Übersetzt und bearbeitet nach den ältesten Handschriften ("Magdeburger Bibel"), Magdeburg 1934, eigenständige deutsche Bibelübersetzung, durch die Nationalsozialisten beschlagnahmt und vernichtet, nur wenige Exemplare erhalten.[6]
- The Bible in Living English, englisch, übersetzt von Steven T. Byington, Copyright seit 1957. Ab 1972 Druck und Verlag durch die Wachtturm-Gesellschaft.
- Makarios-Bibel, ab 1996, russisch